# Appassionata (film 1974)
Appassionata è un film del 1974 diretto da Gianluigi Calderone.

## Trama

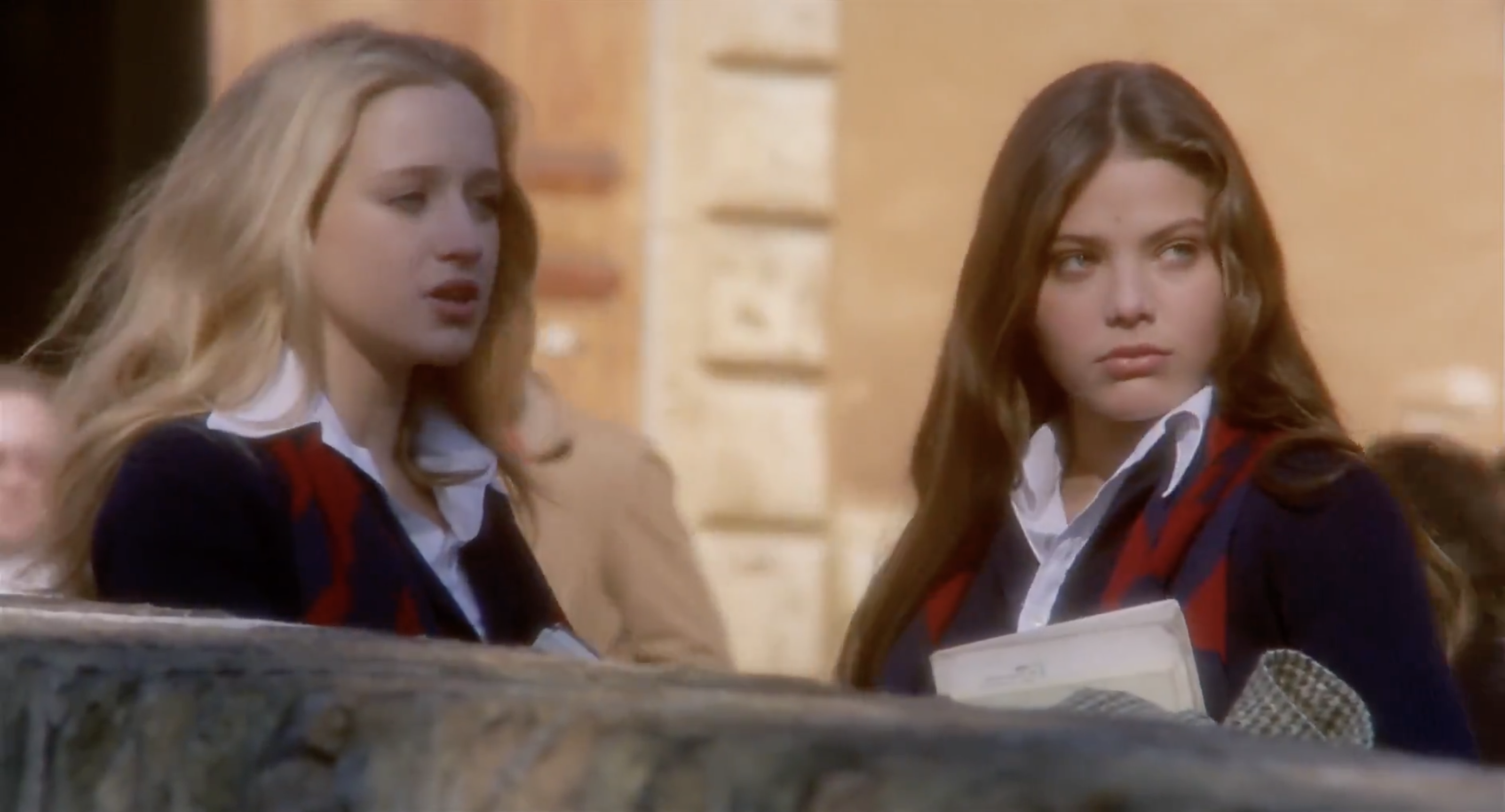
Eleonora Giorgi e Ornella Muti in una scena del film

A Roma il dentista Emilio ha una moglie con disturbi psichici, Elisa, che esegue spesso al pianoforte l'Appassionata di Beethoven, e una figlia adolescente, Eugenia, che odia la madre ed è innamorata di lui. La situazione si complica ulteriormente quando Nicola, coetanea di Eugenia e sua amica inseparabile, va come paziente nello studio dentistico di Emilio e lo seduce, coinvolgendolo in una relazione sessuale. La stessa Nicola prende a casa di Eugenia le difese di Elisa, entrando in conflitto con l'amica ma mantenendo con lei un rapporto di complicità. Emilio, innamoratosi di Nicola, vorrebbe fuggire con lei dopo che Eugenia ha tentato esplicitamente di sedurlo, provocando l'intervento di Elisa, che ha una crisi e viene ricoverata in clinica. Nicola, vedendolo estremamente confuso, lo convince a non partire e a riposarsi, ma al mattino è Eugenia a uscire dal letto dell'ignaro Emilio, che dalla finestra vede allontanarsi insieme le due ragazze.

## Distribuzione
La pellicola, presentando in un contesto familiare morboso e torbido sovrabbondanti scene di nudo con protagoniste Eleonora Giorgi e, in minor parte, Ornella Muti, ebbe all'epoca numerosi problemi con la censura.